# ITF Future Dublin
Die Irish Open (irisch Craobh Oscailte na hÉireann; bis 1968 Irish Championships) sind ein irisches Herren-Tennisturnier, das jährlich im Fitzwilliam Lawn Tennis Club in Dublin ausgetragen wird.
Die Irish Open werden seit 1879 ausgetragen und sind somit nach Wimbledon (1877) das zweitälteste Tennisturnier der Welt. Insbesondere in den ersten Jahrzehnten zählten die irischen Meisterschaften zu den wichtigsten Turnieren. Bereits 1879 wurde dort neben dem Herreneinzel und -doppel auch ein Dameneinzel und -doppelturnier sowie ein Mixed-Wettbewerb ausgetragen; bei den Wimbledon Championships wurden Herrendoppel und Dameneinzel 1884, Damendoppel und Mixed erst 1913 offizieller Bestandteil des Turniers. Traditionell finden die Irish Open nach dem Turnier von Wimbledon statt.
Obwohl der Damenwettbewerb von 1971 bis 1973 unter dem Namen Carroll’s Irish Open Teil der WTA Tour war, verlor das Turnier nach Beginn der Open Era an Bedeutung. Seit 2010 ist das Herrenturnier Teil der ITF Future Tour und schüttet 25.000 US-Dollar aus. Ein Damenturnier findet nicht mehr statt.

## Siegerliste

### Einzel

#### Herren
| Jahr                         | Sieger                     | Finalgegner                | Ergebnis                  |
| ---------------------------- | -------------------------- | -------------------------- | ------------------------- |
| 2012                         | Joshua Goodall             | Michael Look               | 7:6, 6:4                  |
| 2011                         | James McGee                | Charles-Antoine Brezac     | 6:3, 6:3                  |
| 2010                         | Daniel Cox                 | Andrea Falgheri            | 6:1, 3:6, 6:3             |
| 2009                         | Charles-Antoine Brezac     | Ryler DeHeart              | 6:2, 6:4                  |
| 2008                         | Robert Smeets              | Frederik Nielsen           | 7:65, 6:2                 |
| 2007                         | Rohan Bopanna              | Martin Pedersen            | 6:4, 6:3                  |
| 2006                         | Mischa Zverev              | Kristian Pless             | 7:5, 7:66                 |
| 1974                         | Sherwood Stewart           | Colin Dowdeswell           | 6:3, 9:8                  |
| 1973                         | Mark Cox                   |                            |                           |
| 1972                         | Bob Hewitt                 | Frew McMillan              | 6:1, 6:2                  |
| 1971                         | Cliff Drysdale             | Clark Graebner             | 10:8, 6:3                 |
| 1970                         | Tony Roche                 | Rod Laver                  | 6:3, 6:1                  |
| 1969                         | Bob Hewitt                 | Nikola Pilić               | 6:3, 6:2                  |
| Beginn der Open Era          |                            |                            |                           |
| 1968                         | Tom Okker                  | Lew Hoad                   | 6:1, 6:2                  |
| 1967                         | Keith Wooldridge           |                            |                           |
| 1966                         | Jerry Cromwell             | Graham Stilwell            | 7:9, 6:4, 6:4             |
| 1965                         | Tony Roche                 | Mike Sangster              | 11:9, 13:11               |
| 1964                         | Bobby Wilson               | Robert Werksman            | 6:2, 6:2, 4:6, 6:2        |
| 1963                         | Bobby Wilson               | Billy Knight               | 6:3, 6:0, 6:3             |
| 1962                         | Rod Laver                  | Bobby Wilson               | w. o.                     |
| 1961                         | William E. Bond            | Frank Froehling            | 6:4, 6:4, 5:7, 11:9       |
| 1960                         | Dennis Ralston             | Martin Mulligan            | 6:3, 6:4, 7:5             |
| 1959                         | Jack W. Frost              | Jon A. Douglas             | 8:6, 11:9                 |
| 1958                         | Neale Fraser               | Mike Davies                | Beide Sieger              |
| 1957                         | Ashley Cooper              | Jaroslav Drobný            | 6:4, 6:2, 6:3             |
| 1956                         | Budge Patty                | Hugh Stewart               | 3:6, 6:3, 6:4, 6:3        |
| 1955                         | Hugh Stewart               | Robert Howe                | 6:4, 3:6, 6:1, 13:11      |
| 1954                         | Hugh Stewart               | Mervyn Rose                | 2:6, 6:4, 6:4, 11:13, 6:4 |
| 1953                         | Naresh Kumar               | Joe D. Hackett             | 6:1, 3:6, 6:2, 6:0        |
| 1952                         | Naresh Kumar               | Steve Potts                | 6:1, 6:4, 6:8, 3:6, 6:2   |
| 1951                         | Alan Abraham Segal         | Guy Jackson                | 6:3, 6:4, 6:0             |
| 1950                         | H. Weiss                   |                            |                           |
| 1949                         | Nigel Cockburn             |                            |                           |
| 1948                         | Eric Sturgess              |                            |                           |
| 1947                         | Tony Mottram               | Cyril A. Kemp              | 6:2, 6:4, 6:2             |
| 1946                         | Dinny Pails                | Cyril A. Kemp              | 6:1, 6:2, 6:3             |
| 1940–1945: nicht ausgetragen |                            |                            |                           |
| 1939                         | Murray D. Deloford         | G. Mohammad                | 6:2, 5:7, 6:4, 6:2        |
| 1938                         | Owen Anderson              | George Lyttleton-Rogers    | 6:3, 7:5, 4:6, 6:3        |
| 1937                         | George Lyttleton-Rogers    | Trevor George McVeagh      | 6:1, 8:6, 7:5             |
| 1936                         | George Lyttleton-Rogers    | Robert E. Mulliken         | 6:3, 6:2, 6:1             |
| 1935                         | Alan Christie Stedman      | Camille Malfroy            | 7:5, 6:2, 6:1             |
| 1934                         | Camille Malfroy            | George Lyttleton-Rogers    | 6:2, 6:3, 1:6, 1:6, 6:1   |
| 1933                         | Dave N. Jones Jr.          | Clayton L. Burwell         | 6:3, 4:6, 6:2, 7:5        |
| 1932                         | Sidney. B. Wood            | Gregory Mangin             | 3:6, 6:3, 9:11, 6:3, 6:0  |
| 1931                         | Edward McGuire             | Harry F. Cronin            | 6:2, 6:2, 6:3             |
| 1930                         | Harold George Newcombe Lee | Pat Hughes                 | 3:6, 1:6, 6:4, 7:5, 6:0   |
| 1929                         | John Olliff                | George Lyttleton-Rogers    | 4:6, 6:3, 1:6, 6:2, 6:4   |
| 1928                         | George Lyttleton-Rogers    | Dudley Pitt                | 5:7, 6:1, 6:8, 6:4, 6:2   |
| 1927                         | Gordon Crole-Rees          | Pat Hughes                 | 6:2, 7:5, 3:6, 6:4        |
| 1926                         | Pierre-Henri Landry        | Maurice V. Summerson       | 6:2, 6:1, 6:3             |
| 1925                         | Charles Frederick Scroope  | Maurice V. Summerson       | 6:3, 6:3, 6:0             |
| 1924                         | Louis Meldon               | Edward McGuire             | 6:1, 6:0, 6:2             |
| 1923                         | George Eric Mackay         | F. Crosbie                 | 7:5, 6:0, 6:1             |
| 1922: nicht ausgetragen      |                            |                            |                           |
| 1921                         | Cecil J. Campbell          |                            |                           |
| 1920                         | Valentine Miley            | George Alan Thomas         | 2:6, 5:7, 6:3, 6:1, 8:6   |
| 1919                         | Cecil Campbell             | Valentine Miley            | 6:1, 6:3, 6:3             |
| 1915–1918: nicht ausgetragen |                            |                            |                           |
| 1914                         | Cecil John Tindell Green   | George Alan Thomas         | 7:5, 3:6, 6:3, 6:8, 6:3   |
| 1913                         | James Parke                | George Alan Thomas         | 6:2, 6:4, 6:3             |
| 1912                         | James Parke                | George Alan Thomas         | 6:2, 6:1, 6:0             |
| 1911                         | James Parke                | Simon Frederick Scroope    | 6:3, 6:1, 6:1             |
| 1910                         | James Parke                | Alfred Beamish             | 6:1, 6:3, 8:6             |
| 1909                         | James Parke                | Alfred Beamish             | 6:3, 6:4, 3:6, 2:6, 6:3   |
| 1908                         | James Parke                | Wylie Grant                | 4:6, 6:1, 4:6, 6:3, 6:0   |
| 1907                         | Josiah Ritchie             | Thomas Douglas Good        | 0:6, 6:3, 6:4, 7:5        |
| 1906                         | Frank Riseley              | S. Douglas                 | 6:2, 6:1, 7:5             |
| 1905                         | James Parke                | Alexander Horsbrugh Porter | 6:3, 6:3, 1:6, 6:3        |
| 1904                         | James Parke                | Thomas Douglas Good        | 6:1, 6:2, 6:4             |
| 1903                         | William Drapes             | James Parke                | 6:0, 3:6, 6:3, 3:6, 6:4   |
| 1902                         | Laurence Doherty           | Sydney Howard Smith        | 6:1, 6:4, 6:1             |
| 1901                         | Reginald Doherty           | Laurence Doherty           | 6:4, 4:6 r.               |
| 1900                         | Reginald Doherty           | Arthur Gore                | 6:4, 7:5, 7:9, 7:9, 6:3   |
| 1899                         | Reginald Doherty           | Harold Mahony              | 6:3, 6:4, 5:7, 6:4        |
| 1898                         | Harold Mahony              | Wilberforce Eaves          | 6:1, 5:7, 9:7, 8:6        |
| 1897                         | Wilberforce Eaves          | Wilfred Baddeley           | 1:6, 2:6, 8:6, 6:2, 6:3   |
| 1896                         | Wilfred Baddeley           | Harold Mahony              | 6:1, 6:2, 3:6, 6:3        |
| 1895                         | Joshua Pim                 | Wilberforce Eaves          | 6:1, 6:1, 6:3             |
| 1894                         | Joshua Pim                 | Thomas Chaytor             | 3:6, 1:6, 6:2, 6:2, 9:7   |
| 1893                         | Joshua Pim                 | Ernest Renshaw             | 6:1, 6:4, 6:1             |
| 1892                         | Ernest Renshaw             | Ernest Lewis               | 1:6, 6:4, 6:3, 6:3        |
| 1891                         | Ernest Lewis               | Joshua Pim                 | 6:2, 6:3, 8:6             |
| 1890                         | Ernest Lewis               | Willoughby Hamilton        | 3:6, 3:6, 9:7, 6:4, 7:5   |
| 1889                         | Willoughby Hamilton        | Ernest Renshaw             | 12:10, 6:1, 6:3           |
| 1888                         | Ernest Renshaw             | Willoughby Hamilton        | 6:4, 5:7, 6:4, 3:6, 6:2   |
| 1887                         | Ernest Renshaw             | Herbert Lawford            | 7:5, 6:2, 9:7             |
| 1886                         | Herbert Lawford            | Willoughby Hamilton        | 5:7, 6:4, 6:4, 7:5        |
| 1885                         | Herbert Lawford            | Ernest Renshaw             | 4:6, 6:2, 3:6, 6:3, 6:4   |
| 1884                         | Herbert Lawford            | Ernest Renshaw             | 6:1, 6:4, 6:2             |
| 1883                         | Ernest Renshaw             | Herbert Lawford            | 3:6, 6:3, 7:5, 1:6, 6:3   |
| 1882                         | William Renshaw            | Ernest Renshaw             | w. o.                     |
| 1881                         | William Renshaw            | Herbert Lawford            | 1:6, 6:4, 6:3, 6:1        |
| 1880                         | William Renshaw            | Vere Thomas Goold          | 6:1, 6:4, 6:3             |
| 1879                         | Vere Thomas Goold          | Charles David Barry        | 8:6, 8:6                  |

#### Damen
| Jahr                         | Siegerin                  | Finalgegnerin            | Ergebnis        |
| ---------------------------- | ------------------------- | ------------------------ | --------------- |
| 1983                         | Kate Latham               | Debbie Freeman           | 4:6, 6:2, 6:3   |
| 1982                         | Diane Desfor              | Lea Antonoplis           | 6:1, 3:6, 6:2   |
| 1981                         | Debbie Jevans             | Sue Saliba               | 0:6, 6:1, 6:4   |
| 1980                         | Pam Whytcross             | Nerida Gregory           | 6:1, 6:4        |
| 1979                         | Pam Whytcross             | Cathy Drury              | 6:2, 6:4        |
| 1978                         | Mary Sawyer               | Pam Whytcross            | 6:4, 6:4        |
| 1977                         | Mary Sawyer               | Maria Bueno              | 2:6, 6:3, 6:1   |
| 1976                         | Sue Mappin                | Tanya Harford            | 6:4, 6:0        |
| 1975                         | Sue Mappin                | Lesley Charles           | 6:8, 6:4, 7:5   |
| 1974                         | Gail Sherriff             | Raquel Giscafre          | 6:4, 6:1        |
| 1973                         | Margaret Court            | Virginia Wade            | 6:2, 6:4        |
| 1972                         | Evonne Goolagong Cawley   | Pat Walkden Pretorius    | 2:6, 6:1, 6:2   |
| 1971                         | Margaret Court            | Evonne Goolagong Cawley  | 6:3, 2:6, 6:3   |
| 1970                         | Virginia Wade             | Valerie Ziegenfuss       | 6:3, 6:3        |
| 1969                         | Billie Jean King          | Virginia Wade            | 6:2, 6:2        |
| 1968                         | Margaret Court            | Ann Haydon-Jones         | 6:3, 6:1        |
| 1967                         | Alex Soady                | Allen                    | 6:3, 6:2        |
| 1966                         | Margaret Court            | Kathleen Harter          | 6:2, 6:1        |
| 1965                         | Maria Bueno               | Christine Truman Janes   | 10:8, 6:4       |
| 1964                         | Maria Bueno               | Věra Pužejová Suková     | 6:0, 6:1        |
| 1963                         | Billie Jean King          | Carole Caldwell Graebner | 6:4, 6:3        |
| 1962                         | Madonna Schacht           | Judy Alvarez             | 6:0, 6:3        |
| 1961                         | Ann Haydon-Jones          | Kathy Chabot             | 6:0, 6:3        |
| 1960                         | Dorothy Head Knode        | Ruia Morrison            | 6:4, 6:2        |
| 1959                         | Renée Schuurman Haygarth  | Sandra Reynolds Price    | 6:1, 3:6, 6:3   |
| 1958                         | Dorothy Head Knode        | Shirley Bloomer Brasher  | 4:6, 7:5, 7:5   |
| 1957                         | Sandra Reynolds Price     | Sheila Armstrong         | 4:6, 6:4, 6:0   |
| 1956                         | Shirley Bloomer Brasher   | Dorothy Head Knode       | 8:6, 6:2        |
| 1955                         | Beverly Baker Fleitz      | Darlene Hard             | 6:2, 6:2        |
| 1954                         | Maureen Connolly Brinker  | Ginette Jucker Bucaille  | 6:2, 6:1        |
| 1953                         | Angela Mortimer           | Shirley Bloomer Brasher  | 6:4, 0:6, 11:9  |
| 1952                         | Maureen Connolly Brinker  | Jean Walker-Smith        | 6:1, 6:1        |
| 1951                         | Betty Lombard             | McGuire                  | 6:2, 6:3        |
| 1950                         | Maria Teran Weiss         |                          |                 |
| 1949                         | Thelma Coyne Long         | Shirley Fry Irvin        | 6:1, 4:6, 9:7   |
| 1948                         | Sheila Piercey Summers    | Mary Muller              | 9:7, 6:1        |
| 1947                         | Jean Nicholl Bostock      | Betty Lombard            | 3:6, 6:4, 6:1   |
| 1946                         | Louise Brough Clapp       | Doris Hart               | 6:2, 7:5        |
| 1940–1945: nicht ausgetragen |                           |                          |                 |
| 1939                         | Alice Marble              | Susan Noel Powell        | 6:2, 6:4        |
| 1938                         | Helen Wills Moody         | Thelma Jarvis            | 6:4, 6:2        |
| 1937                         | Thelma Jarvis             | Scott                    | 6:4, 6:1        |
| 1936                         | Anita Lizana              | Nancy Dickin             | 6:3, 6:3        |
| 1935                         | Sheila Chuter             | Cristobel Wheatcroft     | 3:6, 6:3, 6:1   |
| 1934                         | Hilde Krahwinkel Sperling | Joan Hartigan Bathurst   | 6:3, 6:1        |
| 1933                         | Hilda Wallis              | Norma Stoker             | 6:4, 6:3        |
| 1932                         | Jadwiga Jędrzejowska      | Vera Montgomery          | 6:4, 6:2        |
| 1931                         | Blair White               | Norma Stoker             | 6:4, 6:3        |
| 1930                         | Hilda Wallis              | M. French                | 6:2, 6:2        |
| 1929                         | Bobbie Heine              | Billie Tapscott          | 3:6, 6:3, 6:2   |
| 1928                         | Blair White               | Hilda Wallis             | 6:1, 1:6, 8:6   |
| 1927                         | Phoebe Holcroft Watson    | Elsie Goldsack Pittman   | 6:2, 6:2        |
| 1926                         | Hilda Wallis              | Price                    | 6:4, 6:0        |
| 1925                         | Esna Boyd Robertson       | Daphne Akhurst Cozens    | 9:7, 6:1        |
| 1924                         | Hilda Wallis              | Price                    | 6:3, 6:4        |
| 1923                         | Elizabeth Ryan            | Joanna Davidson          | 7:5, 4:6, 12:10 |
| 1922: nicht ausgetragen      |                           |                          |                 |
| 1921                         | Elizabeth Ryan            | Hilda Wallis             | 6:2, 6:4        |
| 1920                         | Elizabeth Ryan            |                          |                 |
| 1919                         | Elizabeth Ryan            | Janet Jackson            | 6:0, 6:1        |
| 1915–1918: nicht ausgetragen |                           |                          |                 |
| 1914                         | I. Clarke                 |                          |                 |
| 1913                         | Mrs. D. R. Barry          |                          |                 |
| 1912                         | Ethel Thomson Larcombe    |                          |                 |
| 1911                         | Mrs. D. R. Barry          |                          |                 |
| 1910                         | A. Holder                 |                          |                 |
| 1909                         | Helen Maud Garfit         |                          |                 |
| 1908                         | Helen Maud Garfit         |                          |                 |
| 1907                         | Helen Maud Garfit         |                          |                 |
| 1906                         | W. A. Longhurst           |                          |                 |
| 1905                         | W. A. Longhurst           |                          |                 |
| 1904                         | W. A. Longhurst           |                          |                 |
| 1903                         | Molly Martin              |                          |                 |
| 1902                         | Molly Martin              |                          |                 |
| 1901                         | Muriel Robb               |                          |                 |
| 1900                         | Molly Martin              |                          |                 |
| 1899                         | Molly Martin              |                          |                 |
| 1898                         | Charlotte Cooper          |                          |                 |
| 1897                         | Blanche Bingley-Hillyard  |                          |                 |
| 1896                         | Molly Martin              |                          |                 |
| 1895                         | Charlotte Cooper          |                          |                 |
| 1894                         | Blanche Bingley-Hillyard  |                          |                 |
| 1893                         | L. Stannell               | Pope                     | 6:2, 6:3        |
| 1892                         | Molly Martin              |                          |                 |
| 1891                         | Molly Martin              |                          |                 |
| 1890                         | Molly Martin              |                          |                 |
| 1889                         | Molly Martin              |                          |                 |
| 1888                         | Blanche Bingley-Hillyard  |                          |                 |
| 1887                         | Charlotte Dod             |                          |                 |
| 1886                         | May Langrishe             |                          |                 |
| 1885                         | Maud Watson               |                          |                 |
| 1884                         | Maud Watson               |                          |                 |
| 1883                         | May Langrishe             |                          |                 |
| 1882                         | H. Abercrombie            |                          |                 |
| 1881: nicht ausgetragen      |                           |                          |                 |
| 1880                         | D. Meldon                 |                          |                 |
| 1879                         | May Langrishe             | D. Meldon                | 6:2, 0:6, 8:6   |

### Doppel

#### Herren
| Jahr      | Sieger                                    | Finalgegner                           | Ergebnis  |
| --------- | ----------------------------------------- | ------------------------------------- | --------- |
| 2012      | Albano Olivetti Élie Rousset              | James McGee Jaime Pulgar García       | 6:3, 6:4  |
| 2011      | Albano Olivetti Neal Skupski              | James Cluskey James McGee             | 7:64, 6:3 |
| 2010      | James Cluskey Colin O’Brien               | Colin Ebelthite Barry King            | 6:2, 7:61 |
| 2009      | Ashwin Kumar Andreas Siljeström           | Charles-Antoine Brezac Vincent Stouff | 7:5, 7:65 |
| 1903–2008 | ...                                       |                                       |           |
| 1902      | Reginald Doherty Laurence Doherty         |                                       |           |
| 1901      | Reginald Doherty Laurence Doherty         |                                       |           |
| 1900      | Reginald Doherty Laurence Doherty         |                                       |           |
| 1899      | Reginald Doherty Laurence Doherty         |                                       |           |
| 1898      | Reginald Doherty Laurence Doherty         |                                       |           |
| 1897      | Wilfred Baddeley Herbert Baddeley         |                                       |           |
| 1896      | Wilfred Baddeley Herbert Baddeley         |                                       |           |
| 1895      | Joshua Pim Frank Stoker                   |                                       |           |
| 1894      | Joshua Pim Frank Stoker                   |                                       |           |
| 1893      | Joshua Pim Frank Stoker                   | Ernest Lewis Ernest Meers             |           |
| 1892      | Ernest Lewis Ernest Meers                 |                                       |           |
| 1891      | Joshua Pim Frank Stoker                   |                                       |           |
| 1890      | Joshua Pim Frank Stoker                   |                                       |           |
| 1889      | Ernest Lewis George Hillyard              |                                       |           |
| 1888      | Willoughby Hamilton Thomas Spread Campion |                                       |           |
| 1887      | Willoughby Hamilton Thomas Spread Campion |                                       |           |
| 1886      | Willoughby Hamilton Herbert Knox McKay    |                                       |           |
| 1885      | William Renshaw Ernest Renshaw            |                                       |           |
| 1884      | William Renshaw Ernest Renshaw            |                                       |           |
| 1883      | William Renshaw Ernest Renshaw            |                                       |           |
| 1882      | Ernest Browne Peter Aungier               |                                       |           |
| 1881      | William Renshaw Ernest Renshaw            |                                       |           |
| 1880      | Herbert Lawford Alfred John Mulholland    |                                       |           |
| 1879      | J. Elliot H. Kellie                       |                                       |           |

#### Damen
| Jahr    | Siegerinnen                               | Finalgegnerinnen                        | Ergebnis       |
| ------- | ----------------------------------------- | --------------------------------------- | -------------- |
| 1973    | Margaret Court Virginia Wade              | Helen Gourlay Karen Krantzcke           | 8:6, 3:6, 6:4  |
| 1972    | Brenda Kirk Pat Walkden                   | Evonne Goolagong Cawley Karen Krantzcke | 6:3, 8:10, 6:2 |
| 1971    | Lesley Turner Bowrey Betty Stöve          | Margaret Court Evonne Goolagong Cawley  | 7:5, 6:1       |
| 1926–70 | ...                                       |                                         |                |
| 1925    | Boyd St. George                           | Harper Akhurst                          | 8:6, 6:4       |
| 1903–24 | ...                                       |                                         |                |
| 1902    | Ruth Durlacher Hazlett                    |                                         |                |
| 1901    | Ruth Durlacher Mollie Martin              |                                         |                |
| 1900    | Charlotte Cooper E. Cooper                |                                         |                |
| 1899    | Ruth Durlacher Mollie Martin              |                                         |                |
| 1898    | Mollie Martin Ruth Durlacher              |                                         |                |
| 1897    | Blanche Bingley-Hillyard Charlotte Cooper |                                         |                |
| 1896    | Alice Pickering Ruth Durlacher            |                                         |                |
| 1895    | Cooper Charlotte Cooper                   |                                         |                |
| 1894    | Blanche Bingley-Hillyard Snook            |                                         |                |
| 1893    | Corder Shaw                               |                                         |                |
| 1892    | Charlotte Dod Steedman                    |                                         |                |
| 1891    | Mollie Martin L. Stanuell                 |                                         |                |
| 1890    | Mollie Martin L. Stanuell                 |                                         |                |
| 1889    | Mollie Martin L. Stanuell                 |                                         |                |
| 1888    | Mary Steedman Bertha Steedman             |                                         |                |
| 1887    | Mollie Martin L. Stanuell                 |                                         |                |
| 1886    | Butler Mollie Martin                      |                                         |                |
| 1885    | Lilian Watson Maud Watson                 |                                         |                |
| 1884    | Beatrice Langrishe May Langrishe          |                                         |                |

### Mixed
| Jahr | Sieger                                   | Finalgegner | Ergebnis |
| ---- | ---------------------------------------- | ----------- | -------- |
| 1902 | Laurence Doherty Ruth Durlacher          |             |          |
| 1901 | Laurence Doherty Ruth Durlacher          |             |          |
| 1900 | Reginald Doherty Charlotte Cooper        |             |          |
| 1899 | Reginald Doherty Charlotte Cooper        |             |          |
| 1898 | Harold Nisbet Ruth Durlacher             |             |          |
| 1897 | George Greville Blanche Bingley-Hillyard |             |          |
| 1896 | Harold Mahony Charlotte Cooper           |             |          |
| 1895 | Harold Mahony Charlotte Cooper           |             |          |
| 1894 | George Hillyard Blanche Bingley-Hillyard |             |          |
| 1893 | Manliffe Goodbody Ms. E. C. Pinckney     |             |          |
| 1892 | David Grainger Chaytor Mollie Martin     |             |          |
| 1891 | David Grainger Chaytor Mollie Martin     |             |          |
| 1890 | David Grainger Chaytor Mollie Martin     |             |          |
| 1889 | Willoughby Hamilton Lena Rice            |             |          |
| 1888 | Ernest Lewis Ms. Bracewell               |             |          |
| 1887 | Ernest Renshaw Charlotte Dod             |             |          |
| 1886 | Eyre Chatterton May Langrishe            |             |          |
| 1885 | William Renshaw Maud Watson              |             |          |
| 1884 | William Renshaw Maud Watson              |             |          |
| 1883 | Ernest Browne May Langrishe              |             |          |
| 1882 | Ernest Browne Perry                      |             |          |
| 1881 | William Renshaw Abercrombie              |             |          |
| 1880 | S. D. Maul Ms. Costello                  |             |          |
| 1879 | J. Elliot Ms. Costello                   |             |          |